# Houdini (ajedrez)
Houdini es un motor de ajedrez UCI (Interfaz de Ajedrez Universal) comercial para Windows escrito por Robert Houdart. Está escrito en C++.
Según su creador, el nombre proviene la tenacidad que tiene el programa y en su habilidad de defenderse testarudamente en posiciones muy desfavorables. Por esta misma razón, sabe cómo ganar en posiciones favorables denegando al oponente cualquier ruta de escape. El consenso general es que el estilo de juego de Houdini es mayoritariamente posicional pero con una fuerte habilidad táctica.
En el funcionamiento interno del programa se implementa, como en muchos otros programas punteros, una avanzada poda alfa-beta también de otras muchas subrutinas y algoritmos propios de la programación de software de ajedrez. En Houdini destaca su alta velocidad de búsqueda (en términos de nodos/segundo) que favorece una mayor rapidez para encontrar buenos movimientos. También es destacable su refinadísima función de evaluación, que permite que el programa ofrezca una evaluación muy acertada de las posiciones en la mayoría de los casos; es por esto que a Houdini se le considera un gran motor para análisis de partidas y para ajedrez por correspondencia de alto nivel, al igual que otros reputados motores como Rybka, Stockfish, Critter, Naum y muchos otros. Aunque el código del programa está cerrado, el autor menciona motores de ajedrez de código abierto como Ippolit/RobboLito, Stockfish y Crafty como gran influencia.
Al ser un motor UCI no tiene interfaz gráfica propia, así que es imprescindible tener una para hacer uso del primero.
Houdini soporta paralelismo y es compatible con sistemas operativos de 32 bits y 64 bits, siendo aproximadamente un 30% más rápido (en términos de nodos/segundo) la versión de 64 bits con respecto a la de 32 bits. Este motor soporta las bases de datos de finales Gaviota desde la versión 1.5; incluso sin usar tablas de finales Houdini muestra un gran conocimiento de finales porque tiene un extenso conocimiento de ellos integrado en el código. La versión 2.0 fue lanzada el 1 de septiembre de 2011 pero dejó de ser gratuita; la última versión disponible es la 3 (lanzada el 15 de octubre de 2012) y puede ser comprada y descargada de la página oficial que Houdart tiene dedicada a su programa. 
Según la lista de motores de ajedrez de IPON, Houdini es el motor más fuerte superando por unos 55 puntos Elo al programa comercial Rybka. En un primer momento Houdini no se incluía en las conocidas listas de CEGT ni CCRL (por sospecha de ser un derivado de la familia de motores de ajedrez Ippolit, siendo este último acusado de ser un clon del programa Rybka), pero en gran parte gracias a la carta abierta de Fabien Letouzey (programador de Fruit) publicada en el foro de TalkChess (también conocido como CCC) CEGT cambió su postura e incluyó a Houdini en sus listas. Más tarde, CCRL también incluyó a Houdini, pero ambos Rybka y Houdini pasaron a tener un estatus de "motores controvertidos" debido a que Houdini podría haber usado código proveniente de Ippolit, a su vez éste de Rybka y Rybka de Fruit.
Houdini es el campeón de las temporadas uno, dos, cuatro y diez del TCEC (campeonato no oficial de los mejores motores de ajedrez).